# 댓츠 마이 보이
《댓츠 마이 보이》(영어: That's My Boy)는 2012년 공개된 미국의 코미디 영화이다.

## 출연진
- 애덤 샌들러
  - 저스틴 위버
- 앤디 샘버그
- 레이턴 미스터
- 바닐라 아이스
- 제임스 칸
- 마일로 벤티밀리아
- 블레이크 클라크
- 메건 페이
- 토니 올랜도
- 윌 포테이
- 레이철 드래치
- 닉 스워드슨
- 페기 스튜어트
- 시에라
- 아나 개스타이어
- 수전 서랜던
  - 에바 아무리
- 토드 브리지스
- 재키 샌들러
- 에린 앤드루스
- 피터 단테이
- 앨런 시크
- 아이언 지어링
- 콜린 퀸
- 배런 데이비스
- 데니스 두건